# Mistrzostwa Świata w Łyżwiarstwie Szybkim na Dystansach 2011

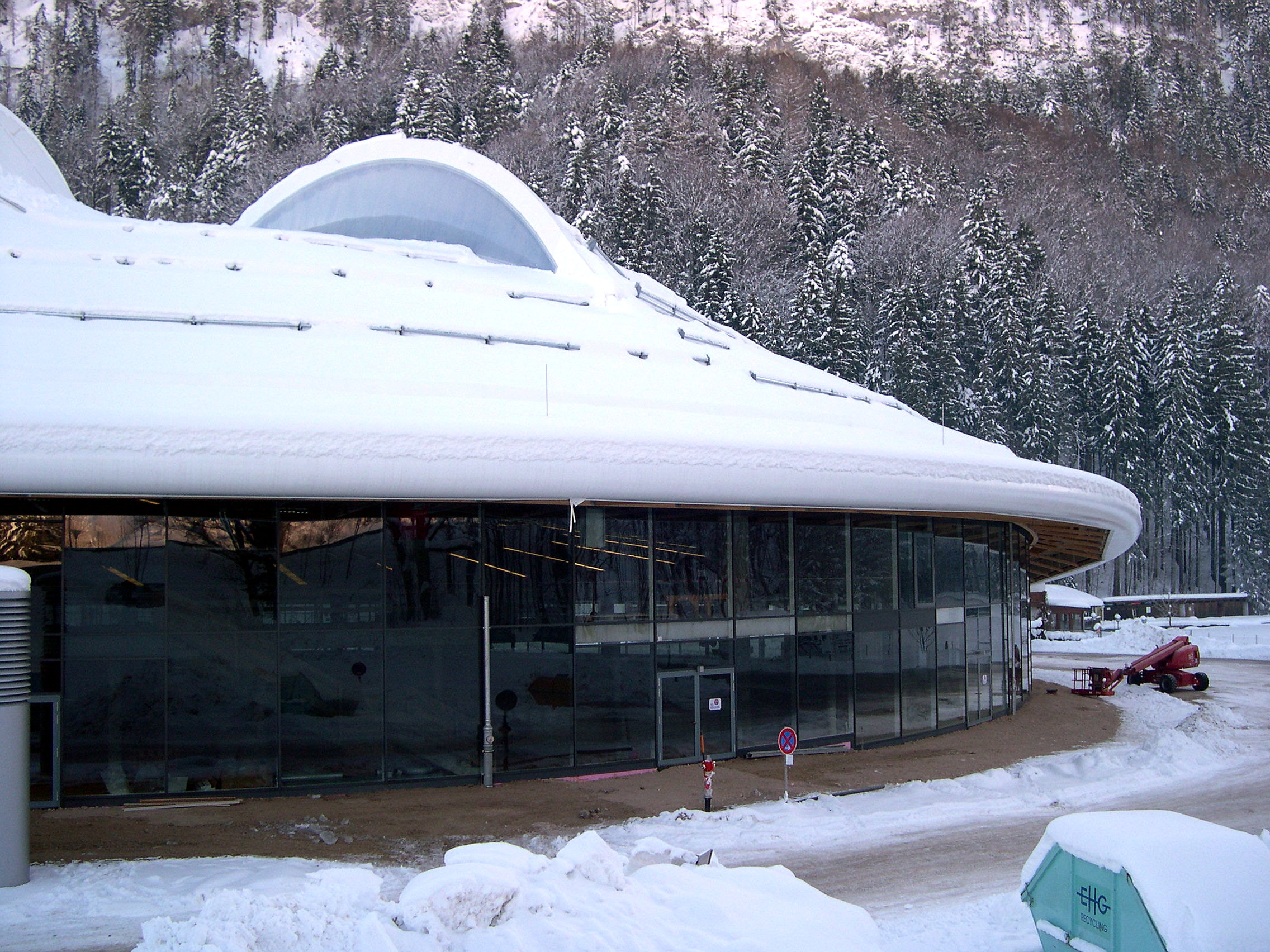
Max Aicher Arena w Inzell

13. Mistrzostwa świata w łyżwiarstwie szybkim na dystansach 2011 odbyły się w dniach 10–13 marca 2011 w Inzell w Niemczech. Zawody rozgrywano na stadionie Max Aicher Arena. Do rozdania było 12 kompletów medali po 6 w konkurencjach męskich, jak i żeńskich.
Najlepsi byli Holenderka Ireen Wüst oraz Amerykanin Shani Davis. W klasyfikacji medalowej zwyciężyła Holandia.

## Terminarz
| - 1500 metrów mężczyzn - 3000 metrów kobiet                       | - 1000 metrów mężczyzn - 5000 metrów mężczyzn - 1500 metrów kobiet              |
| - 10000 metrów mężczyzn - 1000 metrów kobiet - 5000 metrów kobiet | - 500 metrów mężczyzn - sztafeta mężczyzn - 500 metrów kobiet - sztafeta kobiet |

## Uczestnicy
W zawodach wzięło udział 156 łyżwiarzy z 23 krajów.
| Państwa biorące udział w mistrzostwach | Państwa biorące udział w mistrzostwach | Państwa biorące udział w mistrzostwach | Państwa biorące udział w mistrzostwach | Państwa biorące udział w mistrzostwach | Państwa biorące udział w mistrzostwach |
| -------------------------------------- | -------------------------------------- | -------------------------------------- | -------------------------------------- | -------------------------------------- | -------------------------------------- |
| Australia                              | Austria                                | Belgia                                 | Chiny                                  | Czechy                                 | Dania                                  |
| Finlandia                              | Francja                                | Holandia                               | Japonia                                | Kanada                                 | Kazachstan                             |
| Korea Południowa                       | Holandia                               | Niemcy                                 | Norwegia                               | Nowa Zelandia                          | Polska                                 |
| Rosja                                  | Stany Zjednoczone                      | Szwajcaria                             | Szwecja                                | Włochy                                 |                                        |

## Polska kadra
| - Zbigniew Bródka (1500 m, sztafeta) - Sławomir Chmura (5000 m) - Roland Cieślak - Konrad Niedźwiedzki (1500 m, sztafeta) - Jan Szymański (5000 m, sztafeta) | - Natalia Czerwonka (1000 m, 1500 m, 3000 m, sztafeta) - Karolina Domańska-Ksyt - Katarzyna Woźniak (sztafeta) - Luiza Złotkowska (1500 m, 3000 m, 5000 m, sztafeta) |

## Medaliści
| Konkurencja  | Złoto                                                              | Srebro                                                     | Brąz                                                         |        |
| Kobiety      |                                                                    |                                                            |                                                              |        |
| 500 metrów   | Jenny Wolf · Niemcy                                                | Lee Sang-hwa · Korea Południowa                            | Wang Beixing · Chiny                                         | Wyniki |
| 1000 metrów  | Christine Nesbitt · Kanada                                         | Ireen Wüst · Holandia                                      | Heather Richardson · Stany Zjednoczone                       | Wyniki |
| 1500 metrów  | Ireen Wüst · Holandia                                              | Diane Valkenburg · Holandia                                | Jorien Voorhuis · Holandia                                   | Wyniki |
| 3000 metrów  | Ireen Wüst · Holandia                                              | Martina Sáblíková · Czechy                                 | Stephanie Beckert · Niemcy                                   | Wyniki |
| 5000 metrów  | Martina Sáblíková · Czechy                                         | Stephanie Beckert · Niemcy                                 | Claudia Pechstein · Niemcy                                   | Wyniki |
| Sztafeta     | Christine Nesbitt · Brittany Schussler · Cindy Klassen · Kanada    | Ireen Wüst · Diane Valkenburg · Marrit Leenstra · Holandia | Stephanie Beckert · Isabell Ost · Claudia Pechstein · Niemcy | Wyniki |
| Mężczyźni    |                                                                    |                                                            |                                                              |        |
| 500 metrów   | Lee Kyu-hyeok · Korea Południowa                                   | Jōji Katō · Japonia                                        | Jan Smeekens · Holandia                                      | Wyniki |
| 1000 metrów  | Shani Davis · Stany Zjednoczone                                    | Kjeld Nuis · Holandia                                      | Stefan Groothuis · Holandia                                  | Wyniki |
| 1500 metrów  | Håvard Bøkko · Norwegia                                            | Shani Davis · Stany Zjednoczone                            | Lucas Makowsky · Kanada                                      | Wyniki |
| 5000 metrów  | Bob de Jong · Holandia                                             | Lee Seung-hoon · Korea Południowa                          | Iwan Skobriew · Rosja                                        | Wyniki |
| 10000 metrów | Bob de Jong · Holandia                                             | Bob de Vries · Holandia                                    | Iwan Skobriew · Rosja                                        | Wyniki |
| Sztafeta     | Shani Davis · Trevor Marsicano · Jonathan Kuck · Stany Zjednoczone | Denny Morrison · Lucas Makowsky · Mathieu Giroux · Kanada  | Bob de Vries · Jan Blokhuijsen · Koen Verweij · Holandia     | Wyniki |

## Wyniki

### Kobiety

#### 500 m
- Data: 13 marca 2011

| Pozycja | Zawodniczka        | Kraj              | 500 m | 500 m | Suma  |
| ------- | ------------------ | ----------------- | ----- | ----- | ----- |
|         | Jenny Wolf         | Niemcy            | 37,98 | 37,95 | 75,93 |
|         | Lee Sang-hwa       | Korea Południowa  | 38,14 | 38,03 | 76,17 |
|         | Wang Beixing       | Chiny             | 38,35 | 38,04 | 76,39 |
| 4.      | Annette Gerritsen  | Holandia          | 38,14 | 38,33 | 76,47 |
| 5.      | Judith Hesse       | Niemcy            | 38,50 | 38,13 | 76,63 |
| 6.      | Heather Richardson | Stany Zjednoczone | 38,51 | 38,31 | 76,82 |
| 7.      | Margot Boer        | Holandia          | 38,51 | 38,37 | 76,88 |
| 8.      | Nao Kodaira        | Japonia           | 38,67 | 38,27 | 76,94 |

#### 1000 m
- Data: 12 marca 2011

| Pozycja | Zawodniczka          | Kraj              | Czas    |
| ------- | -------------------- | ----------------- | ------- |
|         | Christine Nesbitt    | Kanada            | 1:14,84 |
|         | Ireen Wüst           | Holandia          | 1:15,42 |
|         | Heather Richardson   | Stany Zjednoczone | 1:15,45 |
| 4.      | Marrit Leenstra      | Holandia          | 1:16,38 |
| 5.      | Jekatierina Szychowa | Rosja             | 1:16,56 |
| 6.      | Margot Boer          | Holandia          | 1:16,90 |
| 7.      | Zhang Hong           | Chiny             | 1:17,09 |
| 8.      | Jekatierina Ajdowa   | Kazachstan        | 1:17,19 |
| . ..    |                      |                   |         |
| 24.     | Natalia Czerwonka    | Polska            | 1:18,78 |

#### 1500 m
- Data: 11 marca 2011

| Pozycja | Zawodniczka          | Kraj     | Czas    |
| ------- | -------------------- | -------- | ------- |
|         | Ireen Wüst           | Holandia | 1:54,80 |
|         | Diane Valkenburg     | Holandia | 1:56,27 |
|         | Jorien Voorhuis      | Holandia | 1:57,30 |
| 4.      | Jekatierina Szychowa | Rosja    | 1:57,78 |
| 5.      | Christine Nesbitt    | Kanada   | 1:57,83 |
| 6.      | Ida Njåtun           | Norwegia | 1:58,52 |
| 7.      | Brittany Schussler   | Kanada   | 1:58,53 |
| 8.      | Cindy Klassen        | Kanada   | 1:58,77 |
| . ..    |                      |          |         |
| 18.     | Luiza Złotkowska     | Polska   | 2:01,14 |
| 20.     | Natalia Czerwonka    | Polska   | 2:01,86 |

#### 3000 m
- Data: 10 marca 2011

| Pozycja | Zawodniczka       | Kraj              | Czas    |
| ------- | ----------------- | ----------------- | ------- |
|         | Ireen Wüst        | Holandia          | 4:01,56 |
|         | Martina Sáblíková | Czechy            | 4:02,07 |
|         | Stephanie Beckert | Niemcy            | 4:04,28 |
| 4.      | Jilleanne Rookard | Stany Zjednoczone | 4:05,80 |
| 5.      | Eriko Ishino      | Japonia           | 4:06,88 |
| 6.      | Diane Valkenburg  | Holandia          | 4:07,01 |
| 7.      | Jorien Voorhuis   | Holandia          | 4:08,10 |
| 8.      | Claudia Pechstein | Niemcy            | 4:08,11 |
| . ..    |                   |                   |         |
| 17.     | Luiza Złotkowska  | Polska            | 5:16,15 |
| 21.     | Natalia Czerwonka | Polska            | 4:23,48 |

#### 5000 m
- Data: 12 marca 2011

| Pozycja | Zawodniczka       | Kraj              | Czas    |
| ------- | ----------------- | ----------------- | ------- |
|         | Martina Sáblíková | Czechy            | 6:50,83 |
|         | Stephanie Beckert | Niemcy            | 6:54,99 |
|         | Claudia Pechstein | Niemcy            | 7:00,90 |
| 4.      | Masako Hozumi     | Japonia           | 7:03,14 |
| 5.      | Diane Valkenburg  | Holandia          | 7:04,15 |
| 6.      | Jilleanne Rookard | Stany Zjednoczone | 7:05,71 |
| 7.      | Cindy Klassen     | Kanada            | 7:07,52 |
| 8.      | Eriko Ishino      | Japonia           | 7:10,66 |
| . ..    |                   |                   |         |
| 12.     | Luiza Złotkowska  | Polska            | 7:15,71 |

#### Sztafeta
- Data: 13 marca 2011

| Pozycja | Drużyna                                                                       | Czas    |
| ------- | ----------------------------------------------------------------------------- | ------- |
|         | Kanada · Christine Nesbitt · Brittany Schussler · Cindy Klassen               | 2:59,74 |
|         | Holandia · Ireen Wüst · Diane Valkenburg · Marrit Leenstra                    | 3:00,43 |
|         | Niemcy · Stephanie Beckert · Isabell Ost · Claudia Pechstein                  | 3:01,82 |
| 4.      | Japonia · Eriko Ishino · Masako Hozumi · Miho Takagi                          | 3:03,20 |
| 5.      | Norwegia · Hege Bøkko · Ida Njåtun · Mari Hemer                               | 3:04,26 |
| 6.      | Rosja · Jekatierina Łobyszewa · Jekatierina Szychowa · Jewgienija Dmitrijewa  | 3:05,28 |
| 7.      | Polska · Luiza Złotkowska · Natalia Czerwonka · Katarzyna Woźniak             | 3:06,30 |
| 8.      | Stany Zjednoczone · Heather Richardson · Jilleanne Rookard · Rebekah Bradford | 3:10,76 |

### Mężczyźni

#### 500 m
- Data: 13 marca 2011

| Pozycja | Zawodnik          | Kraj              | 500 m | 500 m | Suma  |
| ------- | ----------------- | ----------------- | ----- | ----- | ----- |
|         | Lee Kyu-hyeok     | Korea Południowa  | 34,78 | 34,32 | 69,10 |
|         | Jōji Katō         | Japonia           | 34,90 | 34,52 | 69,42 |
|         | Jan Smeekens      | Holandia          | 34,77 | 34,66 | 69,43 |
| 4.      | Mika Poutala      | Finlandia         | 34,89 | 34,76 | 69,65 |
| 5.      | Dmitrij Łobkow    | Rosja             | 35,12 | 34,64 | 69,76 |
| 6.      | Jamei Gregg       | Kanada            | 35,00 | 34,96 | 69,96 |
| 7.      | Jacques de Koning | Holandia          | 35,05 | 34,98 | 70,03 |
| 8.      | Tucker Fredricks  | Stany Zjednoczone | 35,07 | 34,96 | 70,03 |

#### 1000 m
- Data: 11 marca 2011

| Pozycja | Zawodnik         | Kraj              | Czas    |
| ------- | ---------------- | ----------------- | ------- |
|         | Shani Davis      | Stany Zjednoczone | 1:08,45 |
|         | Kjeld Nuis       | Holandia          | 1:08,67 |
|         | Stefan Groothuis | Holandia          | 1:08,73 |
| 4.      | Lee Kyu-hyeok    | Korea Południowa  | 1:08,91 |
| 5.      | Denny Morrison   | Kanada            | 1:08,92 |
| 6.      | Simon Kuipers    | Holandia          | 1:09,21 |
| 7.      | Pekka Koskela    | Finlandia         | 1:09,25 |
| 8.      | Mo Tae-bum       | Korea Południowa  | 1:09,39 |

#### 1500 m
- Data: 10 marca 2011

| Pozycja | Zawodnik            | Kraj              | Czas    |
| ------- | ------------------- | ----------------- | ------- |
|         | Håvard Bøkko        | Norwegia          | 1:45,04 |
|         | Shani Davis         | Stany Zjednoczone | 1:45,09 |
|         | Lucas Makowsky      | Kanada            | 1:45,22 |
| 4.      | Stefan Groothuis    | Holandia          | 1:45,51 |
| 5.      | Iwan Skobriew       | Rosja             | 1:45,58 |
| 6.      | Denny Morrison      | Kanada            | 1:45,66 |
| 7.      | Trevor Marsicano    | Stany Zjednoczone | 1:45,74 |
| 8.      | Mathieu Giroux      | Kanada            | 1:45,92 |
| . ..    |                     |                   |         |
| 12.     | Konrad Niedźwiedzki | Polska            | 1:47,22 |
| 19.     | Zbigniew Bródka     | Polska            | 1:48,72 |

#### 5000 m
- Data: 11 marca 2011

| Pozycja | Zawodnik           | Kraj              | Czas    |
| ------- | ------------------ | ----------------- | ------- |
|         | Bob de Jong        | Holandia          | 6:15,41 |
|         | Lee Seung-hoon     | Korea Południowa  | 6:17,45 |
|         | Iwan Skobriew      | Rosja             | 6:17,47 |
| 4.      | Alexis Contin      | Francja           | 6:18,85 |
| 5.      | Håvard Bøkko       | Norwegia          | 6:21,16 |
| 6.      | Jonathan Kuck      | Stany Zjednoczone | 6:23,84 |
| 7.      | Wouter Olde Heuvel | Holandia          | 6:24,27 |
| 8.      | Shane Dobbin       | Nowa Zelandia     | 6:25,85 |
| . ..    |                    |                   |         |
| 11.     | Jan Szymański      | Polska            | 6:30,15 |
| 20.     | Sławomir Chmura    | Polska            | 6:37,28 |

#### 10000 m
- Data: 12 marca 2011

| Pozycja | Zawodnik         | Kraj             | Czas     |
| ------- | ---------------- | ---------------- | -------- |
|         | Bob de Jong      | Holandia         | 12:48,20 |
|         | Bob de Vries     | Holandia         | 13:04,62 |
|         | Iwan Skobriew    | Rosja            | 13:08,17 |
| 4.      | Lee Seung-hoon   | Korea Południowa | 13:08,83 |
| 5.      | Shane Dobbin     | Nowa Zelandia    | 13:17,56 |
| 6.      | Dmitrij Babienko | Kazachstan       | 13:19,59 |
| 7.      | Håvard Bøkko     | Norwegia         | 13:22,86 |
| 8.      | Marco Weber      | Niemcy           | 13:26,84 |

#### Sztafeta
- Data: 13 marca 2011

| Pozycja | Drużyna                                                                 | Czas    |
| ------- | ----------------------------------------------------------------------- | ------- |
|         | Stany Zjednoczone · Shani Davis · Trevor Marsicano · Jonathan Kuck      | 3:41,72 |
|         | Kanada · Denny Morrison · Lucas Makowsky · Mathieu Giroux               | 3:41,85 |
|         | Holandia · Bob de Vries · Jan Blokhuijsen · Koen Verweij                | 3:43,44 |
| 4.      | Niemcy · Marco Weber · Tobias Schneider · Robert Lehmann                | 3:45,54 |
| 5.      | Norwegia · Mikael Flyging-Larsen · Håvard Bøkko · Sverre Lunde Pedersen | 3:45,73 |
| 6.      | Rosja · Iwan Skobriew · Aleksandr Rumiancew · Pawieł Bajnow             | 3:46,02 |
| 7.      | Włochy · Matteo Anesi · Marco Cignini · Luca Stefani                    | 3:49,65 |
| 8.      | Polska · Konrad Niedźwiedzki · Zbigniew Bródka · Jan Szymański          | 3:52,24 |

## Klasyfikacje medalowe

### Kobiety
| Miejsce | Zawodniczka        | Państwo           |   |   |   | Razem |
| ------- | ------------------ | ----------------- | - | - | - | ----- |
| 1.      | Ireen Wüst         | Holandia          | 2 | 2 | 0 | 4     |
| 2.      | Christine Nesbitt  | Kanada            | 2 | 0 | 0 | 2     |
| 3.      | Martina Sáblíková  | Czechy            | 1 | 1 | 0 | 2     |
| 4.      | Jenny Wolf         | Niemcy            | 1 | 0 | 1 | 2     |
| 5.      | Cindy Klassen      | Kanada            | 1 | 0 | 0 | 1     |
| 5.      | Brittany Schussler | Kanada            | 1 | 0 | 0 | 1     |
| 7.      | Diane Valkenburg   | Holandia          | 0 | 2 | 0 | 2     |
| 8.      | Stephanie Beckert  | Niemcy            | 0 | 1 | 2 | 3     |
| 9.      | Lee Sang-hwa       | Korea Południowa  | 0 | 1 | 0 | 1     |
| 9.      | Marrit Leenstra    | Holandia          | 0 | 1 | 0 | 1     |
| 11.     | Isabell Ost        | Niemcy            | 0 | 0 | 1 | 1     |
| 11.     | Claudia Pechstein  | Niemcy            | 0 | 0 | 1 | 1     |
| 11.     | Heather Richardson | Stany Zjednoczone | 0 | 0 | 1 | 1     |
| 11.     | Jorien Voorhuis    | Holandia          | 0 | 0 | 1 | 1     |
| 11.     | Wang Beixing       | Chiny             | 0 | 0 | 1 | 1     |

### Mężczyźni
| Miejsce | Zawodnik         | Państwo           |   |   |   | Razem |
| ------- | ---------------- | ----------------- | - | - | - | ----- |
| 1.      | Shani Davis      | Stany Zjednoczone | 2 | 1 | 0 | 3     |
| 2.      | Bob de Jong      | Holandia          | 2 | 0 | 0 | 2     |
| 3.      | Håvard Bøkko     | Norwegia          | 1 | 0 | 0 | 1     |
| 3.      | Jonathan Kuck    | Stany Zjednoczone | 1 | 0 | 0 | 1     |
| 3.      | Lee Kyu-hyeok    | Korea Południowa  | 1 | 0 | 0 | 1     |
| 3.      | Trevor Marsicano | Stany Zjednoczone | 1 | 0 | 0 | 1     |
| 7.      | Lucas Makowsky   | Kanada            | 0 | 1 | 1 | 2     |
| 7.      | Bob de Vries     | Holandia          | 0 | 1 | 1 | 2     |
| 9.      | Jōji Katō        | Japonia           | 0 | 1 | 0 | 1     |
| 9.      | Lee Seung-hoon   | Korea Południowa  | 0 | 1 | 0 | 1     |
| 9.      | Kjeld Nuis       | Holandia          | 0 | 1 | 0 | 1     |
| 9.      | Denny Morrison   | Kanada            | 0 | 1 | 0 | 1     |
| 9.      | Mathieu Giroux   | Kanada            | 0 | 1 | 0 | 1     |
| 14.     | Iwan Skobriew    | Rosja             | 0 | 0 | 2 | 2     |
| 15.     | Jan Blokhuijsen  | Holandia          | 0 | 0 | 1 | 1     |
| 15.     | Stefan Groothuis | Holandia          | 0 | 0 | 1 | 1     |
| 15.     | Jan Smeekens     | Holandia          | 0 | 0 | 1 | 1     |
| 15.     | Koen Verweij     | Holandia          | 0 | 0 | 1 | 1     |

### Państwa
| Miejsce | Państwo           |   |   |   | Razem |
| ------- | ----------------- | - | - | - | ----- |
| 1.      | Holandia          | 4 | 5 | 4 | 13    |
| 2.      | Kanada            | 2 | 1 | 1 | 4     |
| 2.      | Stany Zjednoczone | 2 | 1 | 1 | 4     |
| 4.      | Korea Południowa  | 1 | 2 | 0 | 3     |
| 5.      | Niemcy            | 1 | 1 | 3 | 5     |
| 6.      | Czechy            | 1 | 1 | 0 | 2     |
| 7.      | Norwegia          | 1 | 0 | 0 | 1     |
| 8.      | Japonia           | 0 | 1 | 0 | 1     |
| 9.      | Rosja             | 0 | 0 | 2 | 2     |
| 10.     | Chiny             | 0 | 0 | 1 | 1     |